# Смереков
Смереков (укр. Смереків) — село в Куликовской поселковой общине Львовского района Львовской области Украины.
Население по переписи 2001 года составляло 768 человек. Население около 700 человек (2024 год). Занимает площадь 1421 км². Почтовый индекс — 80356. Телефонный код — 3252.